# Petrkov (u Hlinska)
Petrkov je vesnice v okrese Chrudim, asi 5 km severozápadně od města Hlinska. Je administrativně rozdělena na dva díly, patřící do různých katastrálních území i obcí.
- Petrkov 1. díl v katastrálním území Rváčov u Hlinska je část obce Vysočina. V roce 2009 zde bylo evidováno 8 adres.[1] V roce 2001 zde trvale žilo 7 obyvatel.[2]
- Petrkov 3. díl v katastrálním území Trhová Kamenice je část městyse Trhová Kamenice. V roce 2009 zde bylo evidováno 11 adres.[3] V roce 2001 zde trvale žili tři obyvatelé[2]

Značná část území Petrkova patří do CHKO Železné hory.

## Území
1. a 3. díl tvoří ucelenou oblast rozptýlené zástavby, přičemž západní část je 3. díl, východní a severní část je 1. díl. Hranice mezi 1. a 3. dílem prochází zhruba severojížním směrem přes kótu 602 m n. m. a skrz rybníček Na rybníce, po východním a severním okraji louky U Hrušťáka a poté na západ po silnici III/3432. Rybníček v lokalitě Na rybníce lze považovat za jádro vesnice, kterou tvoří zejména tři skupiny domů nacházející se nedaleko ve třech různých směrech od rybníčku.
Jádro 3. dílu se nachází asi 350 metrů severozápadně od rybníka Na rybníce. Tvoří jej skupina domů čp. 8, 23, 7, 1, 18, 19, 22, 24, 17, přímo severně od rybníka pak čp. 6 a jihojihozápadně od rybníka čp. 9. Do této osady vede od severu od silnice III/3432 místní komunikace, která pokračuje na jihovýchod k silnici III/3434. Stranou od této zástavby stojí dům če. 70 u cesty na Kamenný vrch, resp. u žlutě značené turistické trasy. K 3. dílu patří též les v okolí Kamenného vrchu (587 m n. m.). Tímto lesíkem procházejí souběžně dvě pěší turistické značené trasy směrem do Trhové Kamenice, červená a žlutá.
1. díl je rozsáhlejší a má dvě sídelní jádra. Jižnější jádro tvoří skupinka domů če. 2, čp. 93, če. 30 a čp. 92 u silnice III/3434, asi 400 metrů jihovýchodně od rybníka Na rybníce. Dům če. 3 v této skupince, nacházející se těsně vedle domu če. 2, je ovšem evidován k části Rváčov, přestože se nachází na území Petrov 1.díl. Domy čp. 94 a 95 se nacházejí na západní straně této silnice ještě asi o 400 metrů jižněji. Severněji se nachází skupinka domů čp. 89, 90, 87 a 91 při silnici III/3432 nedaleko západně od křižovatky se silnicí III/3434, asi 550 metrů severovýchodně od rybníka Na rybníce. K 1. dílu je řazen neosídlený pás území táhnoucí se na jihozápad až k silnici II/343, na níž se u křižovatky nachází autobusová zastávka „Vysočina, Petrkov 1. díl, odb.“. K 1. dílu patří též lesní plochy východně i severně od sídelního jádra, tedy Dolní rváčovský les a skupina tří rybníků Vranovské rybníky.
Petrkov 2. díl jako samostatná část obce neexistuje, teoreticky tak mohla být v minulosti označována například skupina dvou domů čp. 32 a býv. čp. 34 v části Svobodné Hamry obce Vysočina, nacházející se v bezprostřední blízkosti Petrkova, u rozcestí červené a žluté turistické trasy. Ostatně dům značený v Registru sčítacích obvodů a budov jako čp. 34 ve Svobodných Hamrech je v RÚIAN a potažmo v mapy.cz uváděn jako čp. 146 v části Petrkov 1. díl, přestože se podle mapy RSO nachází již mimo území této části obce.
Jiná vesnice s názvem Petrkov, patřící k městysi Bojanov v témž okrese, se nachází asi 12 km severozápadně.